# Best Kept Secret (álbum)
Best Kept Secret é o terceiro álbum de estúdio da cantora estadunidense Jennifer Paige. Foi lançado em 25 de abril de 2008 na Alemanha pela gravadora Glor e em países europeus selecionados. Os singles retirados do álbum foram  "Wasted" em 23 de março, "Underestimated" em 5 de maio e "Ta Voix (The Calling)" em 15 de dezembro. 
Mais tarde, o álbum foi relançado através de uma edição deluxe em 20 de novembro de 2009, contendo a adição de novas canções e o single "Beautiful Lie", lançado em 29 de outubro de 2009 e contendo a participação do cantor Nick Carter.

## Lista de faixas
| Best Kept Secret - Edição padrão |                    |         |  |
| N.º                              | Título             | Duração |  |
| 1.                               | "Feel the Love"    | 03:36   |  |
| 2.                               | "Best Kept Secret" | 03:03   |  |
| 3.                               | "The Calling"      | 04:12   |  |
| 4.                               | "Here in the Sun"  | 04:33   |  |
| 5.                               | "Sugarcoated"      | 03:30   |  |
| 6.                               | "Broken Things"    | 03:57   |  |
| 7.                               | "Underestimated"   | 03:48   |  |
| 8.                               | "Bloom"            | 03:52   |  |
| 9.                               | "I Do"             | 03:33   |  |
| 10.                              | "Downpour"         | 04:23   |  |
| 11.                              | "Wasted"           | 03:38   |  |
| 12.                              | "Be Free"          | 03:33   |  |
| 13.                              | "Mercy"            | 04:09   |  |
| Duração total:                   | Duração total:     | 49:47   |  |

| Best Kept Secret - Edição deluxe |                                                   |         |  |
| N.º                              | Título                                            | Duração |  |
| 1.                               | "Beautiful Lie" (com participação de Nick Carter) | 03:22   |  |
| 2.                               | "Feel the Love"                                   | 03:36   |  |
| 3.                               | "Best Kept Secret"                                | 03:03   |  |
| 4.                               | "The Calling"                                     | 04:12   |  |
| 5.                               | "Here in the Sun"                                 | 04:33   |  |
| 6.                               | "Sugarcoated"                                     | 03:30   |  |
| 7.                               | "Broken Things"                                   | 03:57   |  |
| 8.                               | "Underestimated"                                  | 03:48   |  |
| 9.                               | "Bloom"                                           | 03:52   |  |
| 10.                              | "I Do"                                            | 03:33   |  |
| 11.                              | "Downpour"                                        | 04:23   |  |
| 12.                              | "Wasted"                                          | 03:38   |  |
| 13.                              | "Be Free"                                         | 03:33   |  |
| 14.                              | "Crush" (2009 Remix por DJ Kore)                  | 03:26   |  |
| 15.                              | "Mercy"                                           | 04:09   |  |